# Streptobotrys streptothrix
Streptobotrys streptothrix är en svampart som först beskrevs av Cooke & Ellis, och fick sitt nu gällande namn av Hennebert 1973. Streptobotrys streptothrix ingår i släktet Streptobotrys och familjen Sclerotiniaceae.   Inga underarter finns listade i Catalogue of Life.